# Сендзішовиці
Сендзішовиці (пол. Sędziszowice) — село в Польщі, у гміні Бейсці Казімерського повіту Свентокшиського воєводства.
Населення — 302 особи (2011).

## Демографія
Демографічна структура на день 31 березня 2011 року:
|          | Загалом | Допрацездатний вік | Працездатний вік | Постпрацездатний вік |
| -------- | ------- | ------------------ | ---------------- | -------------------- |
| Чоловіки | 155     | 34                 | 103              | 18                   |
| Жінки    | 147     | 26                 | 84               | 37                   |
| Разом    | 302     | 60                 | 187              | 55                   |